# Марешаль, Морис
Мори́с Мареша́ль (фр. Maurice Maréchal; 3 октября 1892, Дижон — 19 апреля 1964, Париж) — французский виолончелист.

## Биография
Обучался игре на виолончели сначала в консерватории Дижона, затем — в Парижской консерватории у Жюля Лёба, в 19 лет окончил её с первой премией. С началом Первой мировой войны ушёл на фронт, где познакомился с другими музыкантами, в числе которых был известный композитор Андре Капле. В 1919 дебютировал в качестве солиста с оркестром Ламурё, что положило начало его международной карьере. В первой половине 1920-х Марешаль много гастролировал по всему миру, в 1926 выступил с Филадельфийским оркестром под управлением Леопольда Стоковского. Блестящая техника исполнения и интерес к современной музыке вскоре принесли ему мировую известность и уважение в музыкальных кругах. Ему посвящена Соната для скрипки и виолончели Мориса Равеля, которую он впервые исполнил в 1922, в исполнении Марешаля также прозвучали премьеры виолончельных концертов Жака Ибера (1925) и Артюра Онеггера (1930), Интродукции и полонеза Робера Казадезюса (1927) и ряда других сочинений. Считается непревзойдённым интерпретатором Сонаты для виолончели и фортепиано Дебюсси.
Будучи хорошим камерным музыкантом, Марешаль играл в квартетах имени Форе и имени Франка, выступал с Альфредом Корто и Жаком Тибо, в 1922—1927 был членом трио Казадезюс. Отличительными чертами его исполнения были выразительный и красивый звук, артистическая фантазия и глубокая поэтика. С 1942 года до самой смерти Марешаль преподавал в Парижской консерватории. Среди учеников — Рафаэл Зоммер и Жан Деплас.